# Fürst von Avellino
Graf bzw. Fürst von Avellino war ein Adelstitel im Königreich Sizilien, der nacheinander von drei italienischen Adelsgeschlechtern geführt wurde, darunter den Familien Les Baux (italienisch: Del Balzo) und Caracciolo.

## Geschichte

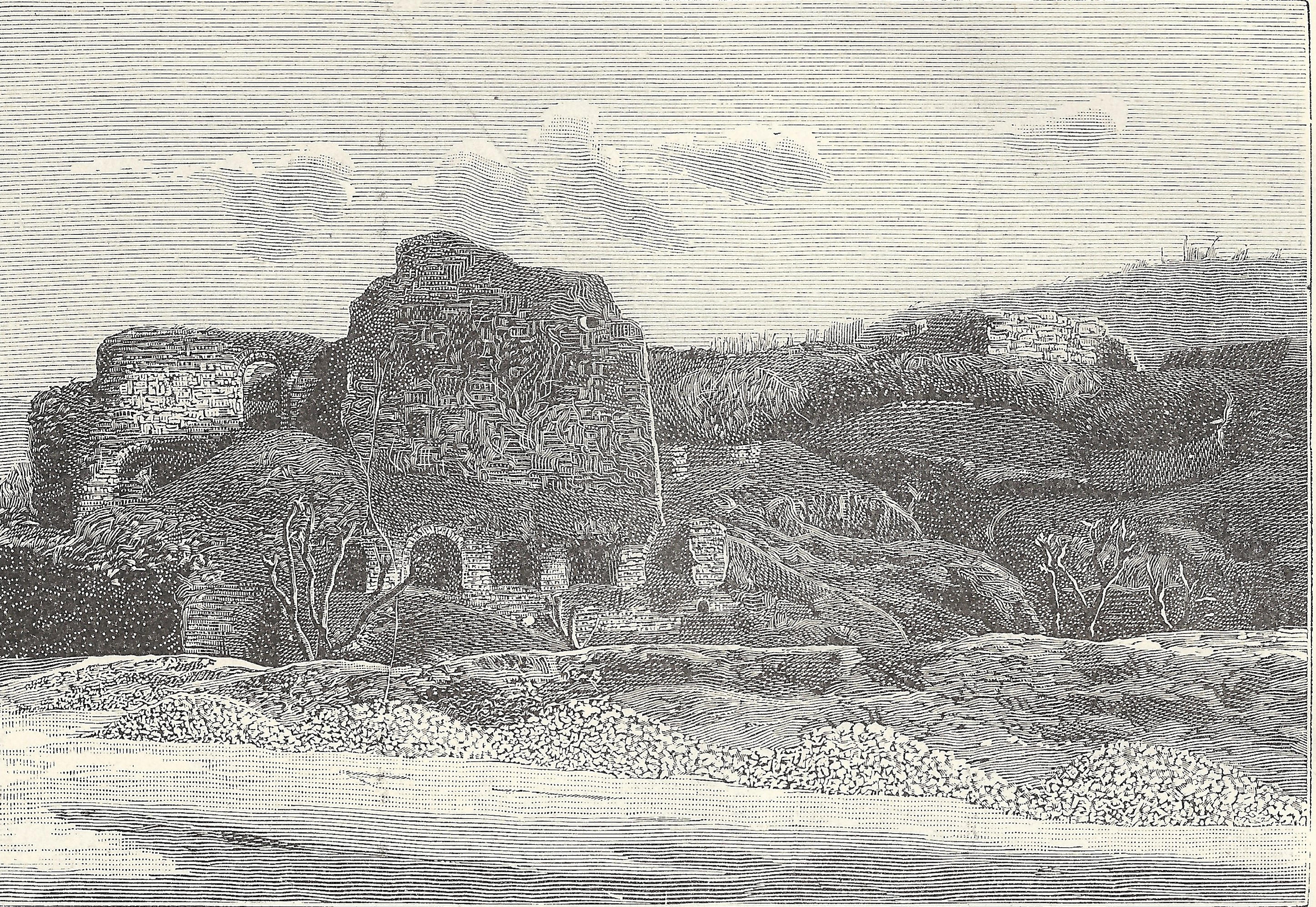
Ruine des Schlosses Avellino 1898

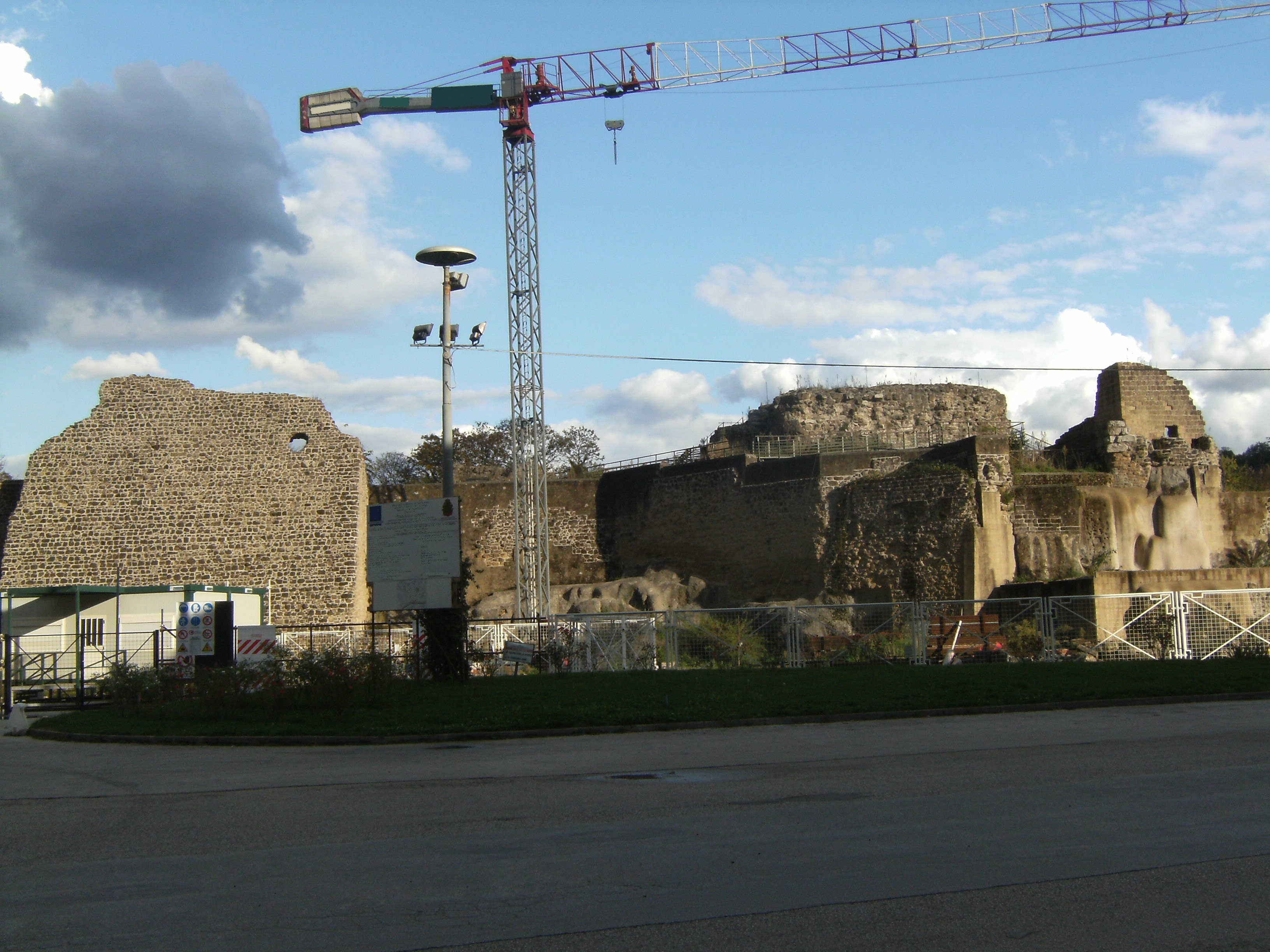
Schlossruine

Bereits die normannischen Könige Siziliens ernannten einen erblichen Grafen von Avellino aus ihrem Gefolge.
Karl von Anjou, der erste französische König von Neapel, wiederholte dies. Nach dem Aussterben der Grafen von Avellino aus dem Haus Les Baux 1426 übernahm der neapolitanische Premierminister Giovanni Caracciolo, der auch der Liebhaber der Königin Johanna II. war, die Grafschaft, die von seinen Nachkommen bis ins 20. Jahrhundert gehalten wurde.
Im Jahr 1576 wurde Marino Caracciolo, der 2. Herzog von Atripaldi, zum (neapolitanischen) Fürsten von Avellino ernannt; einer seiner Nachkommen, der 5. Fürst von Avellino erhielt 1715 den Reichsfürstenstand. Sechs der ersten sieben Fürsten von Avellino waren Ritter des Ordens vom Goldenen Vlies.

## Grafen von Avellino

### Erste Titelträger
- Riccardo dell’Aquila erlangt um 1100 die Herrschaft der Stadt
- Richard († 1152), von König Roger I. von Sizilien vor 1144 zum Grafen von Avellino ernannt
- Roger († 1183), dessen Sohn, Graf von Avellino

### Haus Les Baux
- Bertrand des Baux († 1304/05) 1268 von Karl von Anjou zum Grafen von Avellino ernannt
- Raymond I. des Baux (X 1321), dessen Sohn, 2. Graf von Avellino, 1295 Regent von Neapel und Sizilien
- Hugues des Baux (Ugonello del Balzo) († 1351), dessen Sohn, 3. Graf von Avellino
- Robert des Baux († 1353), dessen Sohn, 4. Graf von Avellino
- Raymond II. des Baux († 1372), dessen Bruder, 5. Graf von Avellino
- Alice des Baux († 1426), dessen Tochter, 6. Gräfin von Avellino; ⚭ I Odon de Villars, Titulargraf von Genf († nach 1413); ⚭ II Konrad IV., Graf von Freiburg († 1424)

### Haus Caracciolo
- Giovanni Caracciolo (1372–1432), Graf von Avellino

## Fürsten von Avellino
- Marino Caracciolo († 1591), 1576 2. Herzog von Atripaldi, 1589 1. Fürst von Avellino
- Camillo Caracciolo (1563–1617), dessen Sohn, 2. Fürst von Avellino
- Marino Caracciolo (1587–1630), dessen Sohn, 3. Fürst von Avellino
- Francesco Marino Caracciolo (1631–1674), 4. Fürst von Avellino
- Marino Francesco Caracciolo (1668–1720), dessen Sohn, 5. Fürst von Avellino, 1715 Reichsfürst
- Francesco Marino Caracciolo (1688–1727), dessen Sohn, 6. Fürst von Avellino, 2. Reichsfürst
- Marino Francesco Caracciolo (1714–1781), dessen Sohn, 7. Fürst von Avellino, 3. Reichsfürst
- Francesco Caracciolo (1734–1784), dessen Sohn, 8. Fürst von Avellino, 4. Reichsfürst
- Giovanni Caracciolo (1741–1800), dessen Bruder, 9, Fürst von Avellino, 5. Reichsfürst
- Marino Caracciolo (1783–1844), dessen Sohn, 10. Fürst von Avellino, 6. Reichsfürst
- Francesco Maria Caracciolo (1804–1870), dessen Sohn, 11. Fürst von Avellino, 7 Reichsfürst
- Marino Caracciolo (1838–1901), dessen Sohn, 12. Fürst von Avellino, 8. Reichsfürst, römischer Fürst
- Francesco Caracciolo (1860–1932), dessen Sohn, 13. Fürst von Avellino, 9. Reichsfürst, römischer Fürst, 14. Herzog von Atripalda

## Weblink
- Conti d’Avellino (engl.)